# بول هيرست (عالم اجتماع)
بول هيرست (بالإنجليزية: Paul Hirst)‏ هو عالم اجتماع بريطاني، ولد في 20 مايو 1946، وتوفي في 17 يونيو 2003 في لندن في المملكة المتحدة.